# Georg Heinrich Ferdinand Nesselmann
Georg Heinrich Ferdinand Nesselmann, född 14 februari 1811 i Fürstenau, död 7 januari 1881 i Königsberg, var en tysk filolog och matematikhistoriker.
Nesselmann blev 1838 privatdocent samt 1843 e.o. och 1859 ordinarie professor i orientaliska språk i Königsberg. Han gjorde sig känd genom det ofullbordade arbetet Kritische Geschichte der Algebra. I. Die Algebra der Griechen (1842). Han utgav även det för kännedomen om den arabiska matematiken värdefulla arbetet Behaeddin, Essenz der Rechenkunst, arabisch und deutsch (1843). Bland hans språkliga arbeten kan nämnas Die Sprache der alten Preußen an ihren Überresten erläutert (1845), Wörterbuch der littauischen Sprache (1850), Littauische Volkslieder, gesammelt, kritisch bearbeitet und metrisch übersetzt (1853) och Thesaurus linguæ prussicæ (1873).